# Acquarica del Capo
Acquarica del Capo é uma comuna italiana da região da Puglia, província de Lecce, com cerca de 4.734 habitantes. Estende-se por uma área de 18 km², tendo uma densidade populacional de 263 hab/km². Faz fronteira com Presicce, Ruffano, Specchia, Taurisano, Ugento.

## Demografia
| Variação demográfica do município entre 1861 e 2011                               |
|                                                                                   |
| Fonte: Istituto Nazionale di Statistica (ISTAT) - Elaboração gráfica da Wikipedia |